# Prieuré de Burlats
Le prieuré de Burlats est un ensemble architectural homogène de l'art roman. Il est situé dans la commune de Burlats, dans le département français du Tarn en région Occitanie. Il comprend la collégiale Saint-Pierre, le pavillon Adélaïde et la maison d'Adam.
L'abbaye fait l’objet de deux protections au titre des monuments historiques en date du 29 décembre 1981 : un classement pour les ruines de l'ancienne église collégiale, les façades et toitures de la maison dit pavillon d'Adélaïde et la façade sur la rivière de la maison dite maison d'Adam et fait l'objet d'une inscription pour le reste des bâtiments .

## Historique
L'ensemble architectural répertorié à Burlats sous le nom de prieuré, regroupe plusieurs bâtiments d'époque romane, tels que l'ancienne collégiale Saint-Pierre, le pavillon d'Adélaïde ou la maison d'Adam.

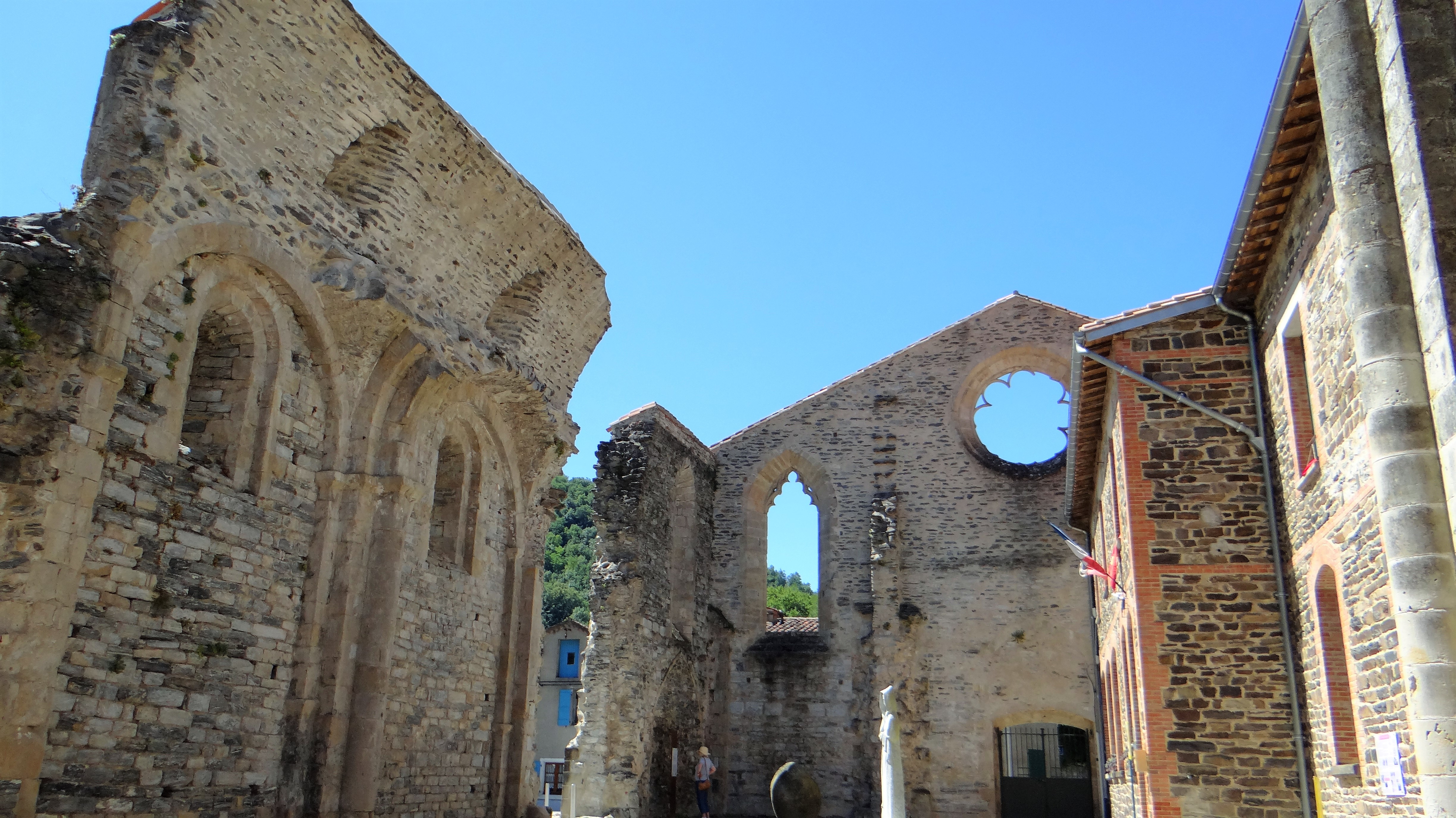
L'ancienne collégiale Saint-Pierre

### Construction
Une église issue d'un prieuré carolingien existait en 973 puis devient prieuré conventuel. En 1074, elle est rattachée à l'abbaye Saint-Victor de Marseille. Elle bénéficie alors des artisans qui œuvrent dans la région ; son église et son cloitre d'art roman étaient proches sur le plan architectural de la basilique Saint-Sernin de Toulouse, de l'abbaye Saint-Pierre de Moissac ou de la cathédrale Notre-Dame de Saint-Bertrand-de-Comminges.

### La légende d'Alazaïs, dame de Burlats
La ville médiévale a peut-être servi de refuge à la comtesse de Toulouse, Constance de France (fille de Louis VI), lors de sa fuite de Toulouse après la répudiation par son mari Raymond V (ou Raymond VII, voir "notes et références") en 1165 ; la date n'est pas connue, mais elle assiste au concile de Lombers comme comtesse de Toulouse et au baptême de son neveu le futur Philippe II Auguste en août après sa rupture. Sa correspondance signale à son frère, le roi Louis VII le Jeune : « Le jour même où mon serviteur m'a quittée, je suis partie du Palais et me suis rendue dans une villa, à la maison d'un certain chevalier. Je n'avais même plus de quoi manger ni de quoi donner à mon personnel. Le comte n'a aucun soin de moi ».

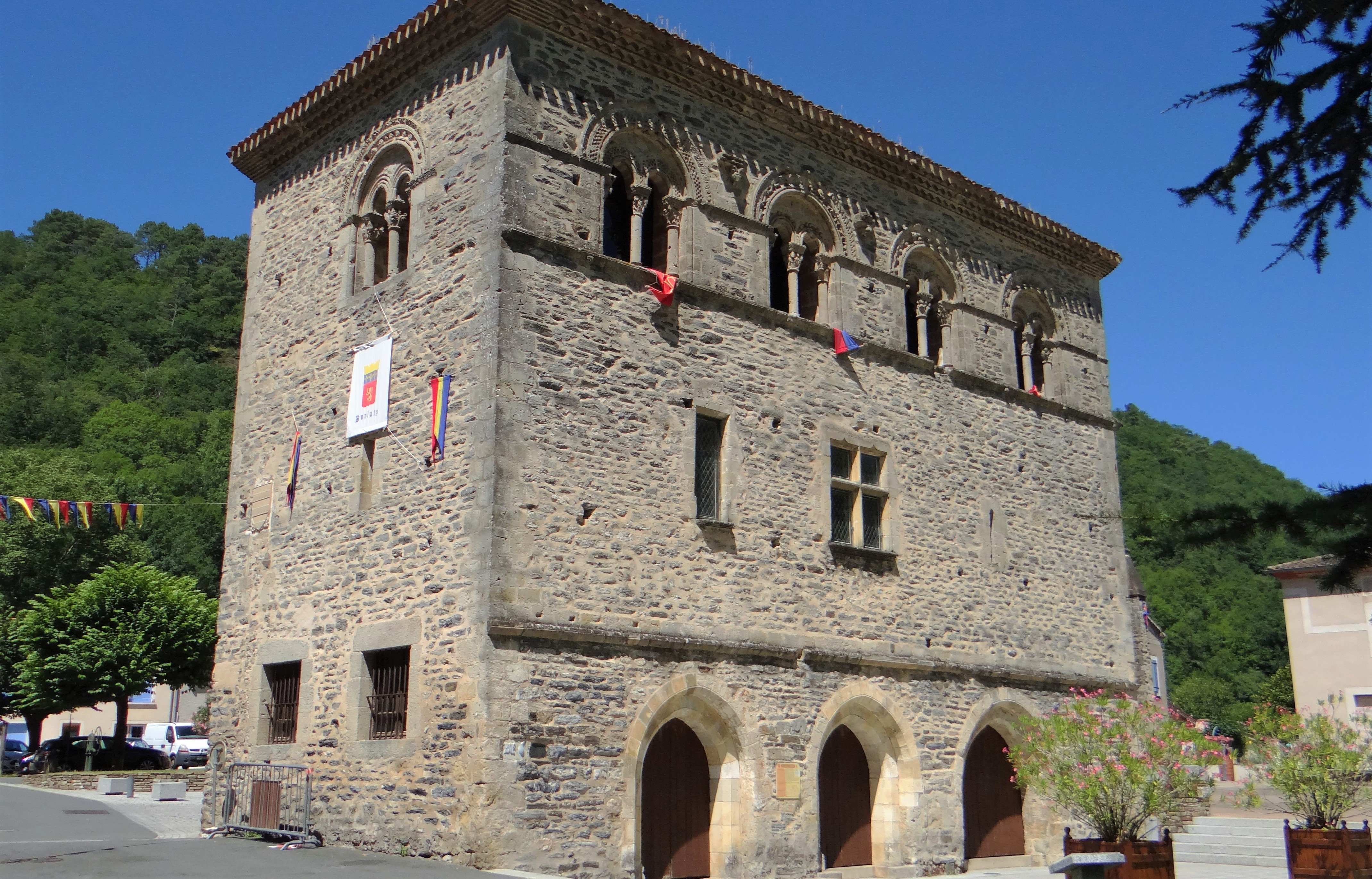
Le pavillon d'Adélaïde

Les écrits étant sporadiques, la légende de dame Adélaïde s'est faite. Adélaïde de Toulouse, Alazaïs en occitan, femme du vicomte Roger II Trencavel, est la fille de Raymond V et de Constance. Elle a été maitresse d'une cour d'amour courtois à Burlats, réunissant de nombreux troubadours, dont un certain roi Alphonse II d'Aragon. Le troubadour Arnaud de Mareuil écrit à la fin du XIIIe siècle : « aventura conduis la a la cort de la comtessa de Burlats que era filha del pros comte Raimon ». (Aventure conduit à la cour de la comtesse de Burlats qui était fille du comte de Toulouse) Le texte précise un peu plus loin qu'on appelait Adélaïde comtesse de Burlats parce qu'elle y avait été élevée. Plusieurs évènements entre 1178 et 1181 montrent sa présence à Castres ou Lavaur, puis à partir de 1185 dans la région. Vu la froideur des relations avec son mari, il n'est pas impossible qu'elle ait préféré la vie à Burlats qu'à Carcassonne. Cependant il y a peu de chance qu'elle ait réellement vécu dans le pavillon d'Adélaïde. Le fils d'Adélaïde, Raymond-Roger Trencavel, sera surnommé "vicomte de Burlats".
Il est peu probable que Constance de France se soit réellement réfugiée à Burlats car la place appartenait non pas aux comtes de Toulouse mais aux Trencavel. Ainsi, il y a beaucoup de chances pour que ce ne soit pas elle qui fit construire le pavillon mais probablement Bernard Aton IV Trencavel et son épouse Cécile de Provence. Certains pensent aussi que c'est un vestige d'un château construit là par les Trencavel. Des éléments de l'ancien cloître pourraient avoir été utilisés pour les fenêtres.

### Destruction puis restauration
Burlats n'eut pas a souffrir des destructions faites lors de la croisade des Albigeois, les croisés n'étant passés qu'à Castres. Le pavillon d'Adélaïde fut d'ailleurs un des rares bâtiments du Languedoc qui ne fut pas défiguré par cette guerre. En revanche, lors des guerres de Religion, la région est acquise à la Réforme et les protestants détruisent les édifices religieux de tout le secteur, à l'instar de la collégiale Saint-Pierre, qui est incendiée et éventrée. Au XVIIIe siècle, le pavillon aurait par ailleurs servi de simple entrepôt.
En 1813, les ruines sont protégées par l'évêque. En 1843, l'actuelle église Saint-Pierre est bâtie.
En 1978, les bâtiments d'une ancienne usine de textile sont vendus par le tribunal de Commerce de Paris. Le parc naturel régional du haut Languedoc les achète : parmi eux se trouvent quelques constructions historiques, dont le pavillon d'Adélaïde. Des travaux de restaurations sont entrepris sous la direction de l'architecte en chef des Monuments historiques. Dès les premières semaines, la charpente du XVIe siècle est réparée et l'intérieur de l'édifice est dégagé de tout ce que le XIXe siècle y avait accumulé (objets en tous genres). Les planchers sont ensuite reconstruits et les murs dégagés, ce qui a permis de nombreuses découvertes archéologiques (baie, meurtrières et cheminée ; objets). Lors de l'ouverture au public du pavillon, ces découvertes ont pu être exposées accompagnées de nouveau mobilier et d'informations. Le patrimoine historique de Burlats a ainsi été sauvé.

## Description

### Pavillon d'Adélaïde
Le pavillon d'Adélaïde est une construction romane de trois étages. Le dernier étage est le fleuron de l'ensemble : percé de 5 baies romanes décorée de chapiteaux et de voussures, un bandeau ouvragé court sur la façade côté rivière. Les chapiteaux sont par ailleurs ornés feuillages, chimères, griffons ou sirènes. Le rez-de-chaussée comporte trois grandes arcades, restaurées récemment, et était peut-être aveugle au départ (il aurait pu servir de cave ou entrepôt). Le premier étage, qui avait une fonction défensive, est doté d'une fenêtre à meneaux du XVe siècle, qui a remplacé un arc roman. Cela reste un exemple remarquable de l'architecture "raymondine", car en général les bâtiments construits à cette époque sous l'influence des comtes Raymond des Toulouse n'ont pas cette splendeur.

### Maison d'Amam
Dans Burlats, d'autres bâtiments peuvent s'apparenter au pavillon d'Adélaïde, tel que la maison voisine dite « d'Adam et Eve » avec ses fenêtres identiques (mais remaniées au XVIe), la collégiale romane. A voir aussi, les salles voutées et le moulin du XVIIIe qui composent le soubassement des constructions reliant la pavillon à la porte crénelée de la tour de la Bistoure et aux fortifications.

## Galerie

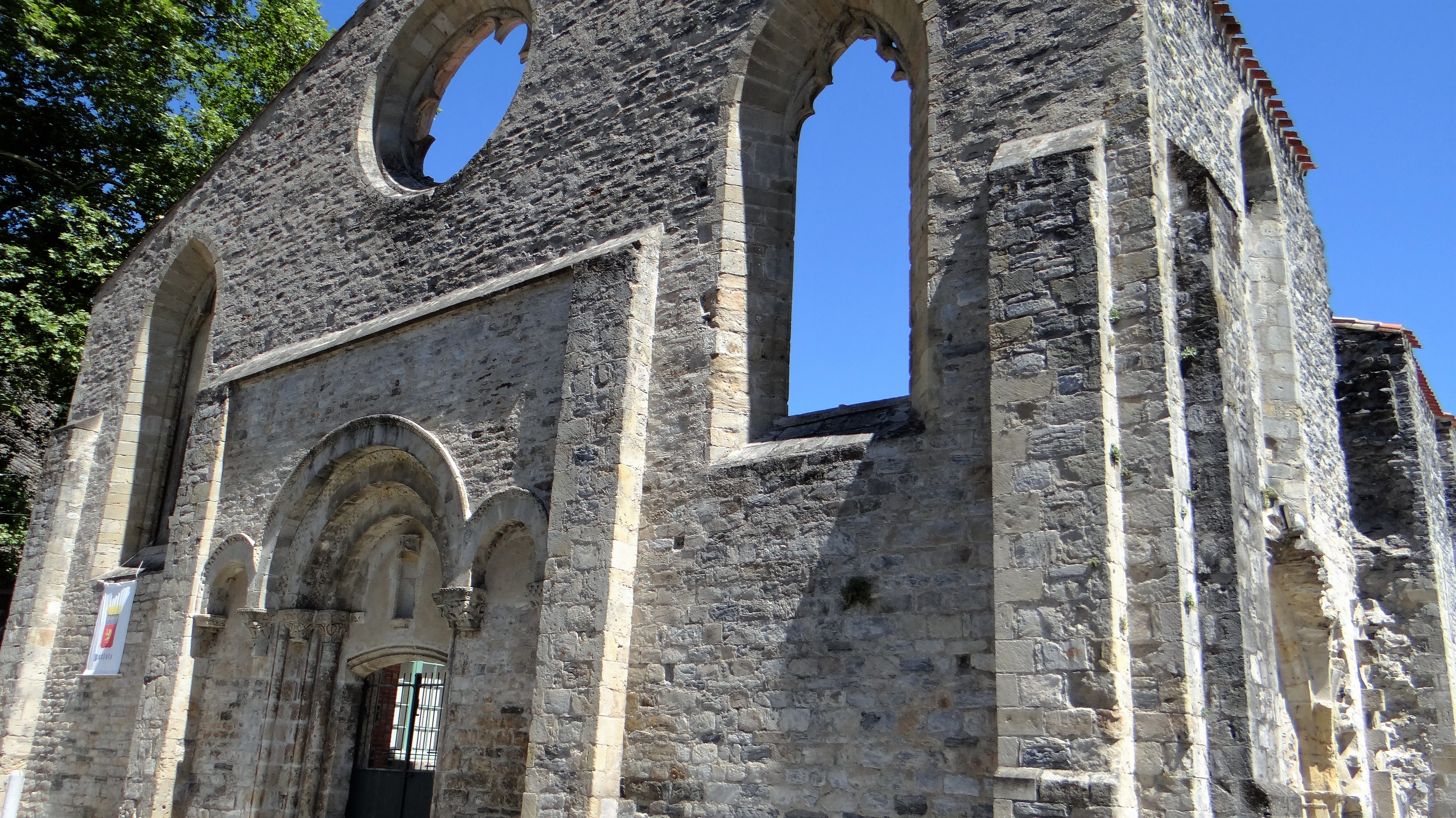
Vestige de la façade de l'ancienne collégiale Saint-Pierre
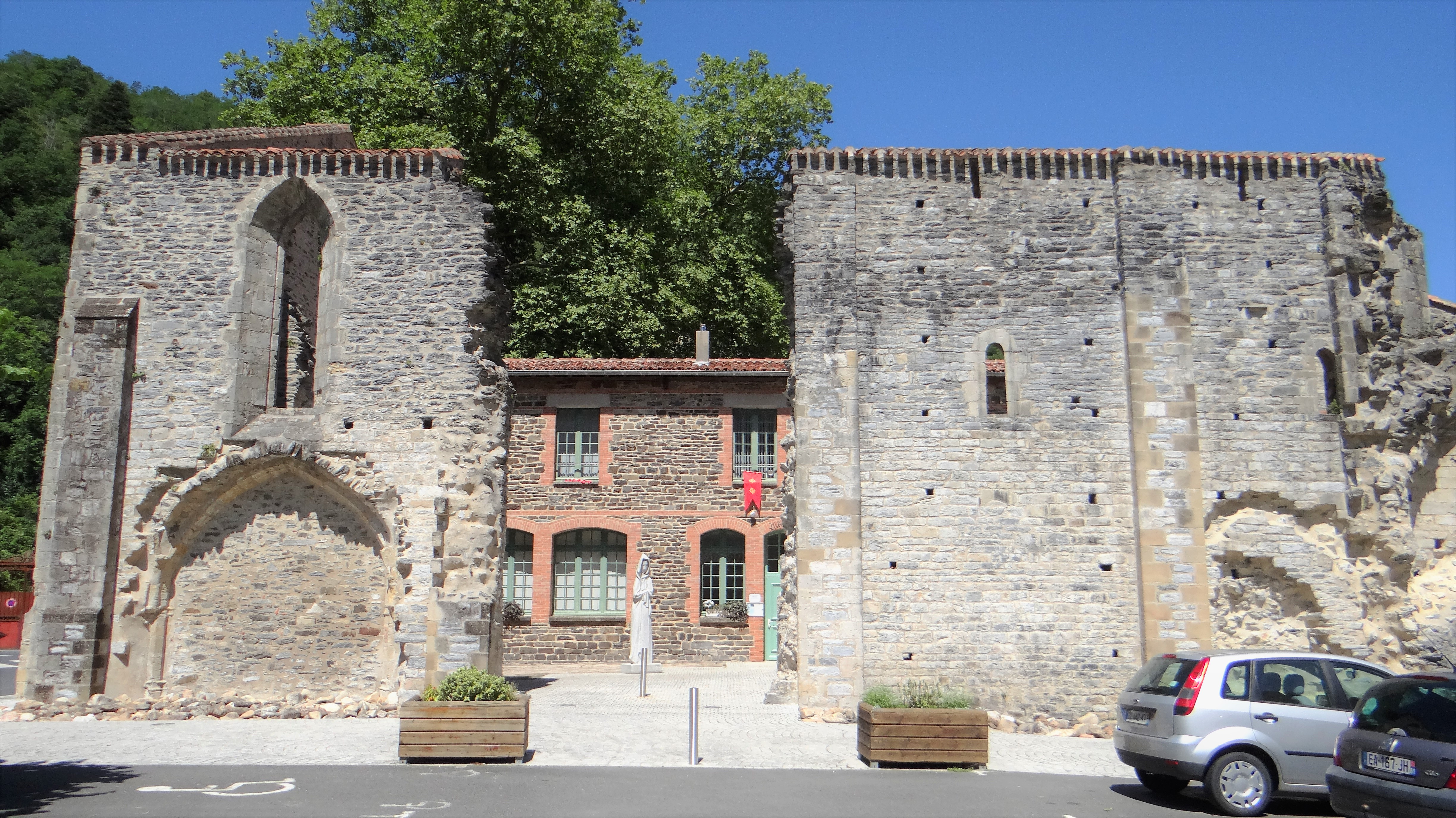
Vestige d'un mur gouttereau de la collégiale et la mairie
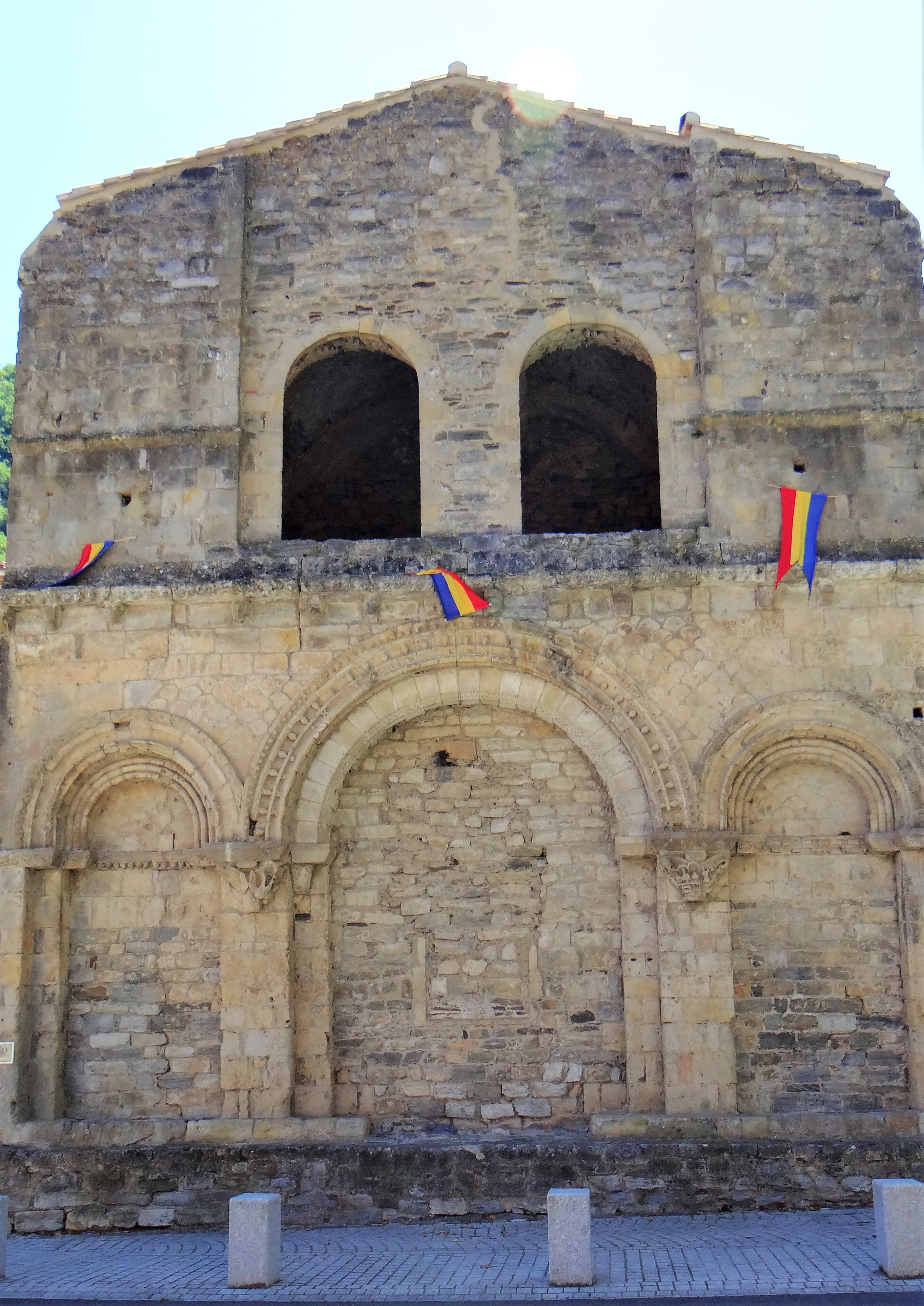
Portail latéral de la collégiale
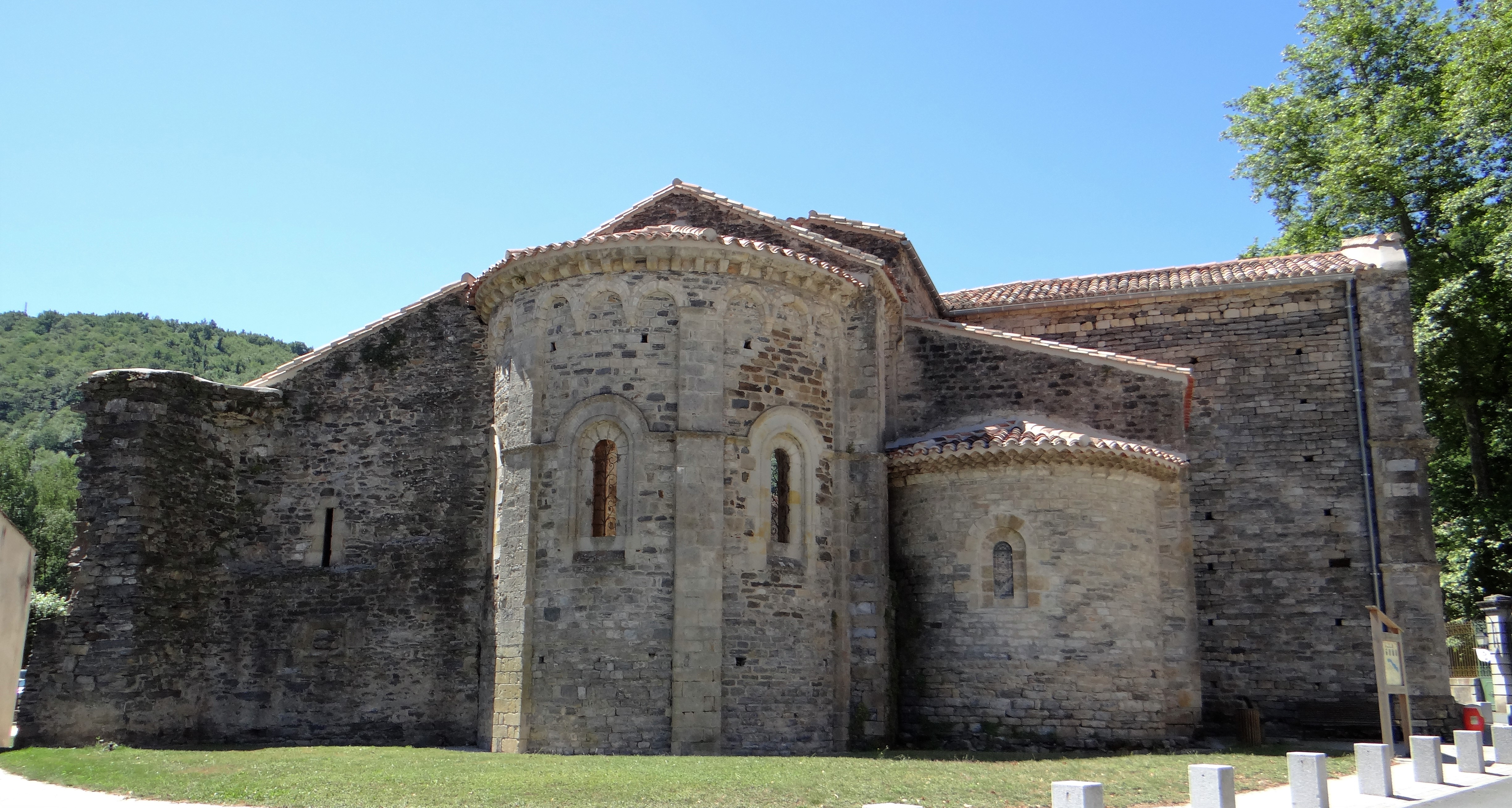
Le chevet de la collégiale
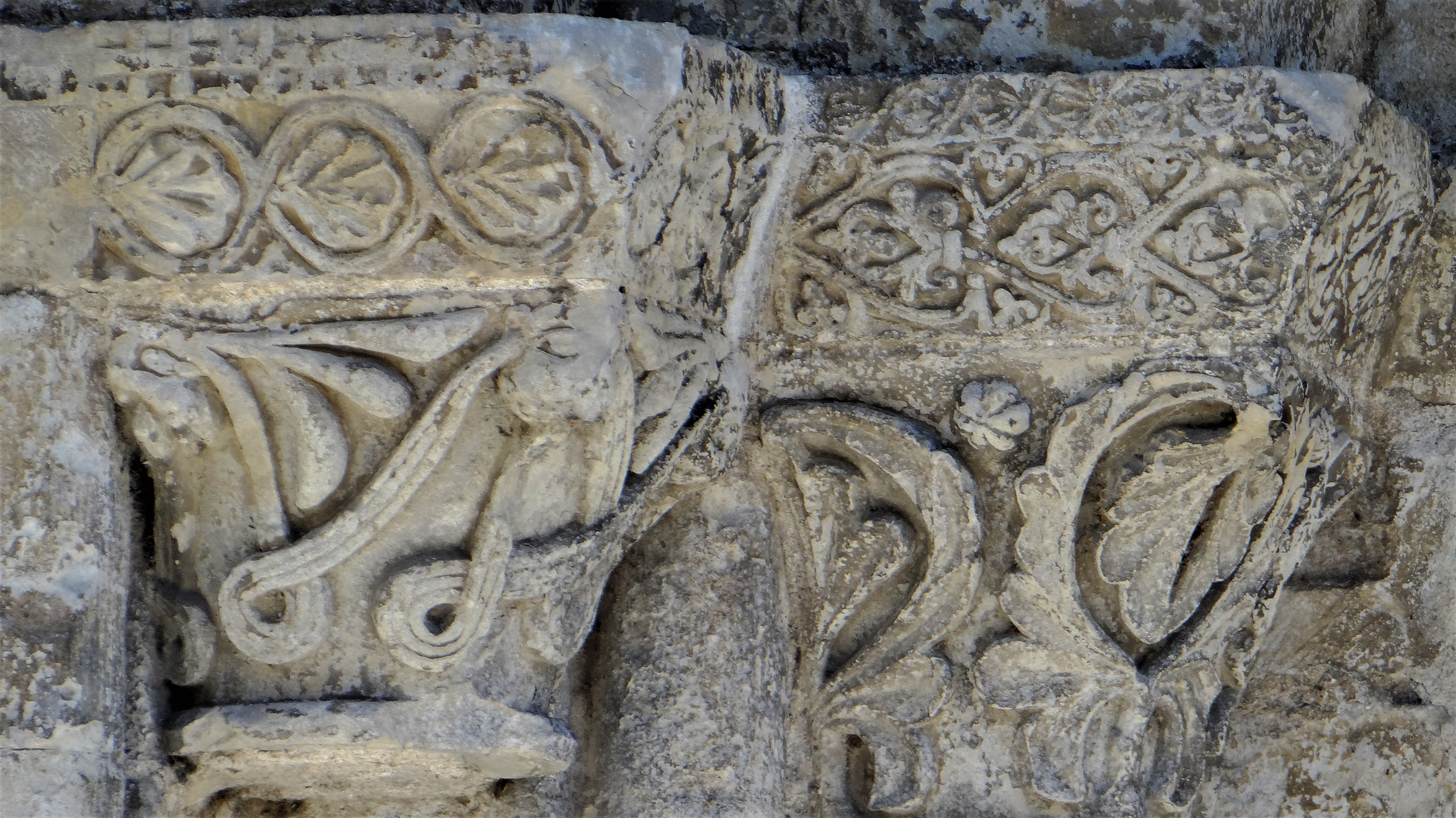
Détail des chapiteaux, collégiale
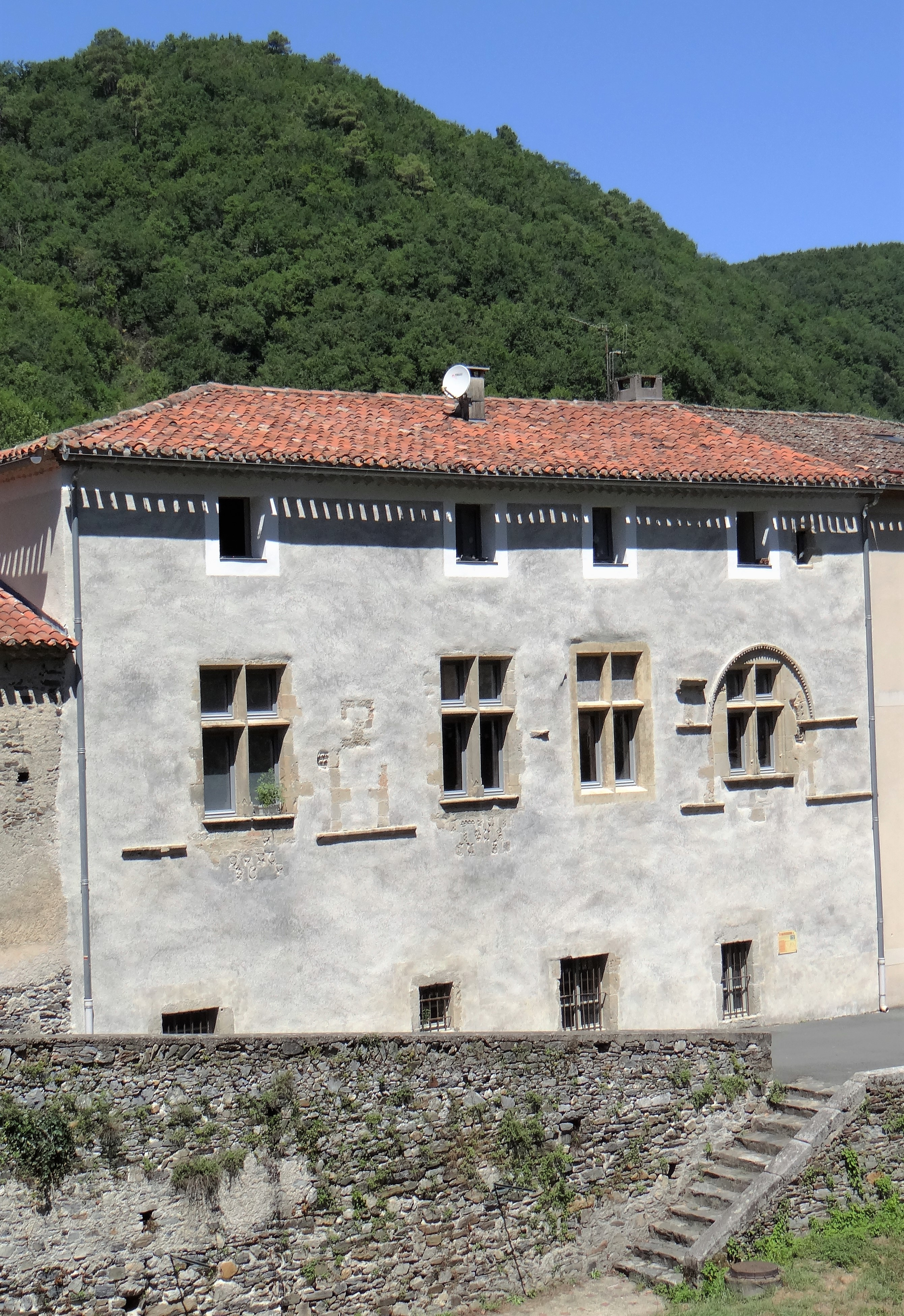
La maison d'Adam